# Klub Sportowy Azoty-Puławy
El KS Azoty-Puławy es un club de balonmano de la ciudad polaca de Puławy, que juega en la PGNiG Superliga, la primera categoría del balonmano en ese país.

## Plantilla 2024-25
|  | Porteros - 01 Zurab Tsintsadze - 16 Wojciech Borucki Extremos izquierdos - 03 Tobiasz Górski - 98 Piotr Jarosiewicz Extremos derechos - 71 Giorgi Dikhaminjia - 77 Karol Przychodzeń Pívots - 24 Ignacy Jaworski - 75 Kelian Janikowski | Laterales izquierdos - 02 Mikołaj Urbanek - 20 Łukasz Gogola - 23 Jan Antolak Centrales - 11 Maciej Ponikowski - 17 Maciej Zarzycki - 29 Gustaw Kowalik Laterales derechos - 21 Marek Marciniak - 37 Jakub Bereziński |